# Clausia (Clausiidae)
Clausia – rodzaj widłonogów z rodziny Clausiidae. Rodzaj ten wprowadził w 1863 roku szwajcarski zoolog René-Édouard Claparède (1832–1871) dla nowo opisanego przez siebie gatunku Clausia lubbockii.

## Podział systematyczny
Do rodzaju należą następujące gatunki:
- Clausia antiqua Kim I.H., 2001
- Clausia lobata Kim I.H., 2000
- Clausia lubbockii Claparède, 1863
- Clausia parva Kim I.H., 2014